# Ludwik Christelbauer
Ludwik Christelbauer (ur. 14 marca 1873 w Tarnowie, zm. 22 marca 1934 we Lwowie) – polski działacz sportowy.

## Życiorys
Urodził się 14 marca 1873 w Tarnowie. Był uczniem krakowskiej szkoły realnej, członkiem krakowskiego „Sokoła”, działał w Parku dr (Henryka) Jordana, po czym przeniósł się do Lwowa, gdzie został studentem tamtejszej Szkoły Technicznej. Uprawiał różne sporty, m.in. łyżwiarstwo, piłkę nożną, lekką atletykę, szermierkę, kolarstwo, zapasy i taternictwo. 14 lipca 1894 we Lwowie uczestniczył w pierwszym udokumentowanym meczu piłkarskim na ziemiach Polski, pomiędzy reprezentacjami Krakowa i Lwowa (jako zawodnik drużyny lwowskiej), na tych samych zawodach (był to II Zlot Sokoła) wygrał także zawody w skoku w dal, wynikiem 5,25 m. W 1897 był jednym z założycieli lwowskiego Towarzystwa Kolarzy Wyścigowców, następnie także jego prezesem, był członkiem Wydziału Lwowskiego Koła Cyklistów, należał też do członków założycieli powstałego w 1905 Towarzystwa Zabaw Ruchowych. W 1909 jednym z założycieli Polskiego Związku Sportowego, działającego do 1911 we Lwowie.
21 stycznia 1912 został wiceprezesem Związku Polskiego Piłki Nożnej. Po rezygnacji w dniu 18 lutego 1913 ze względów zdrowotnych poprzedniego prezesa Ludwika Żeleńskiego został na II zjeździe ZPPN w dniu 23 lutego 1913 wybrany prezesem tej organizacji. Ponownie wybrany prezesem w dniu 15 lutego 1914, na trzecim zjeździe ZPPN (w świetle nowszej literatury błędna okazuje się wcześniej podawana data objęcia funkcji prezesa - 15 kwietnia 1914). Mandat prezesa potwierdzono mu w czerwcu 1919 (jednocześnie ZPPN zmienił nazwę na Polski Związek Piłki Nożnej na były zabór austro-węgierski). Z funkcji tej zrezygnował w listopadzie 1919, motywując to licznymi obowiązkami społecznymi i zawodowymi. Na posiedzeniu zarządu związku w dniu 30 listopada 1919 wystosowano do niego petycję z prośbą o dalsze kierowanie PZPN, ale najprawdopodobniej faktycznie zastąpił go Edward Cetnarowski (organizacja nie przejawiała już dalszej aktywności, zwłaszcza że w dniach 20-21 grudnia 1919 odbył się zjazd założycielski Polskiego Związku Piłki Nożnej, 15 lutego 1920 powołano Krakowski Związek Okręgowy Piłki Nożnej, a rozwiązanie d. ZPPN nastąpiło w dniu 16 maja 1920).
W dniu 12 października 1919 uczestniczył w zjeździe założycielskim Komitetu Udziału Polski w Igrzyskach Olimpijskich (późniejszego Polskiego Komitetu Olimpijskiego, 1 grudnia 1919 został członkiem pierwszego zarządu tej organizacji, następnie aktywnie uczestniczył w pracach Wydziału Lekkoatletycznego. Nie wszedł w skład kolejnego zarządu, wybranego 23 kwietnia 1921. W latach 1925–1929 był członkiem zarządu Związku Polskich Związków Sportowych-Polskiego Komitetu Olimpijskiego. Z zarządu odszedł z uwagi na nowo wprowadzony statutowy wymóg zamieszkiwania w Warszawie, został jednak równocześnie członkiem honorowym ZPZS-PKOl. Należał do założycieli Polskiego Związku Lekkiej Atletyki, wchodził w skład zarządu związku, w latach 1924-1926 był kapitanem związkowym PZLA. W latach 20. był wiceprezesem Czarnych Lwów, w 1923 został członkiem honorowym klubu. W latach 20. działał także w Lwowskim Towarzystwie Kolarzy i Motocyklistów.
W pierwszej połowie lat 20. współpracował z Przeglądem Sportowym. Był działaczem Koła Dziennikarzy Sportowych we Lwowie, delegatem Koła na zjazd założycielski Polskiego Związku Publicystów i Dziennikarzy Sportowych, który odbył się 13 grudnia 1925. Na zjeździe tym otrzymał w uznaniu zasług godność członka honorowego nowo powstałej organizacji.
Z zawodu był architektem, studiował w Szkole Politechnicznej we Lwowie, projektował m.in. obiekty sportowe we Lwowie, w tym kompleks sportowy Czarnych Lwów, Krakowie, Łodzi, w tym projekt parku sportowego na zlecenie władz ŁKS Łódź, Jarosławiu (stadion sportowy, tzw. szkolny). Pracował jako radca budowlany w Oddziale Budowy Kolei Państwowych dla Małopolski, a po jego likwidacji w 1922 - w Dyrekcji Kolei Państwowych we Lwowie.
Był członkiem honorowym Czarnych Lwów (1923), Wisły Kraków (1923), Polskiego Związku Publicystów i Dziennikarzy Sportowych (1925), pierwszym w historii członkiem honorowym Polskiego Związku Piłki Nożnej (1926), członkiem honorowym ZSSP-PKOl (1929), PZLA.
Zmarł 22 marca 1934 we Lwowie.
Jest pochowany na Cmentarzu Łyczakowskim we Lwowie.
Po jego śmierci jego nazwisko nadano jednej z lwowskich ulic, na Persenkówce.